# علامرودشت
علامَرودشت (چاه‌عینی سابق) شهری است در جنوب استان فارس ایران. این شهر در بخش علامرودشت از توابع شهرستان لامرد این استان قرار گرفته‌است.

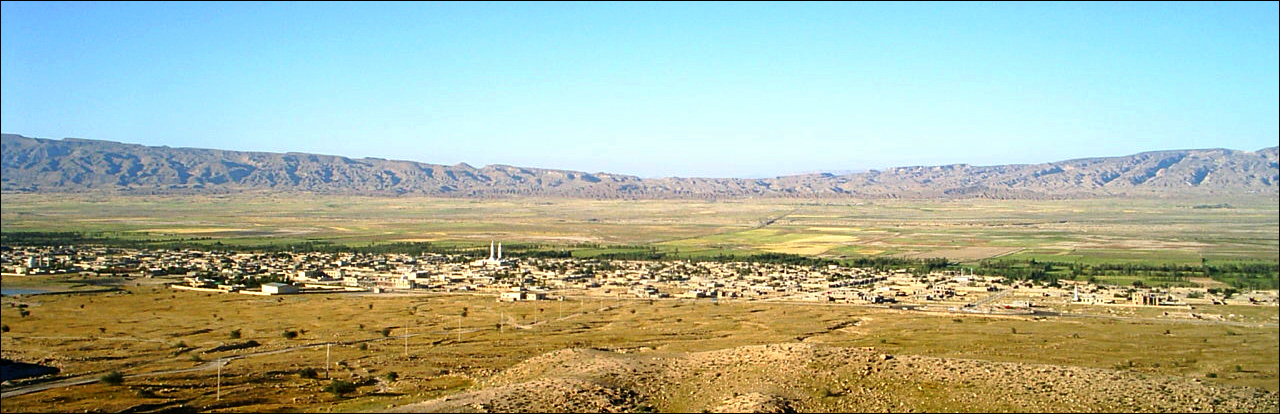
دورنمای شهر علامرودشت از جنوب شرق

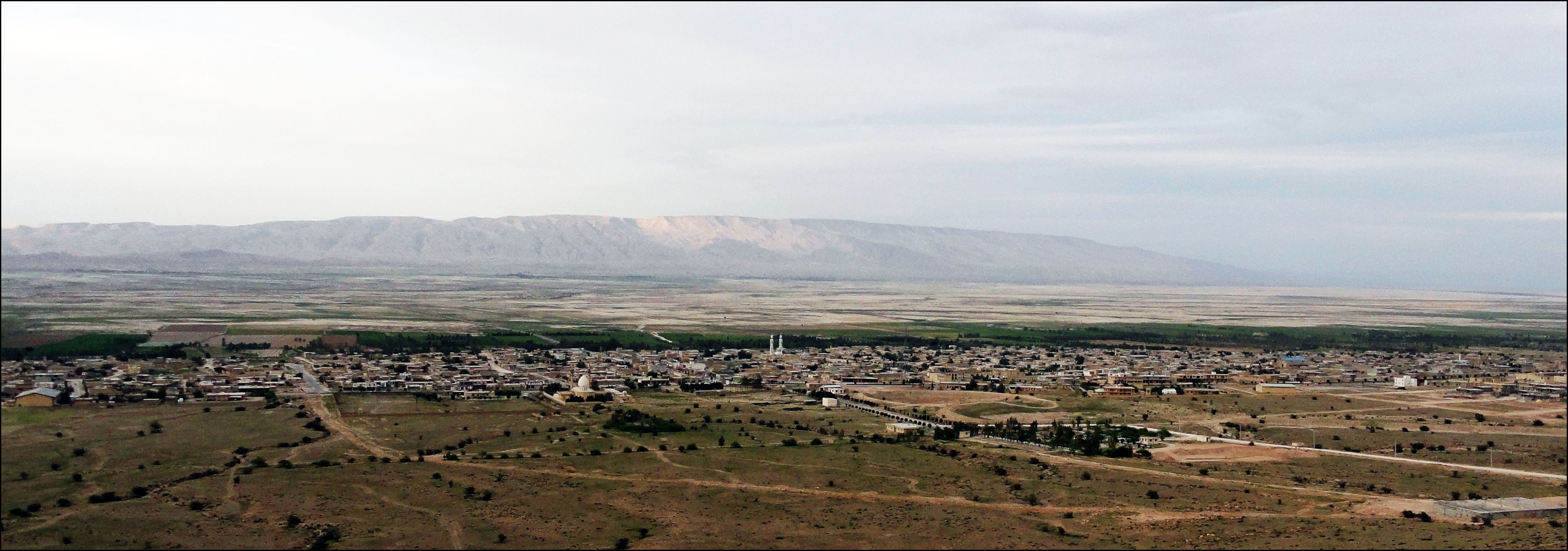
دورنمای شهر علامرودشت از جنوب غرب

## جمعیت
بر پایه سرشماری عمومی نفوس و مسکن در سال ۱۳۹۵ جمعیت این شهر ۴٬۰۶۸ نفر (در ۱٬۱۳۹ خانوار) بوده‌است. تمامی اهالی علامرودشت شیعه دوازده امامی‌اند.

## سابقه تاریخی
آثار به‌جا مانده از دوران پیش از اسلام در علامرودشت ناشناخته مانده و در گذر زمان دچار آسیب‌های جدی شده‌اند، اما با وجود همین آثار می‌توان به‌تقریب اطلاعاتی را به‌دست‌آورد. اطلاعی این موضوع که قبل از اسلام چه کسانی و در چه نقاطی از این سرزمین سکونت داشته‌اند، در دست نیست. آما آثاری که در بین مردم به گبرنشین یا «قلعه‌گوری» (قلعه‌گبری) مشهور است، می‌تواند مختصر نقاطی را برای ما مشخص نماید.
همچنین اشاره باستان‌شناس اروپایی هینس گابه به یک زیارت‌گاه و آتشکده عصر ساسانی که در مسیر راه ارتباطی شیراز به سیراف بوده که از منطقه علامرودشت می‌گذشته، و تأکید واندنبرگ دیگر باستان‌شناس اروپایی که از این مناطق بازدید کرده بر این موضوع که در این نواحی آثار و توه‌های متعددی از دوره ساسانی و ابتدای عهد اسلام وجود دارد، روایت از سکونت در این دشت در پیش از اسلام دارد. قرار گرفتن در راه‌های تجاری شمال به جنوب در ادوار مختلف که جغرافی‌نویسان متعدد به آن اشاره نموده‌اند نیز نشان از آبادی و گذشتهٔ این منطقه دارد. محمدباقر وثوقی در این زمینه می‌نویسد: وجود راه‌های باستانی که از فیروزآباد و استخر از طریق خنج و علامرودشت و فال به طرف بندر باستانی سیراف و جنوب می‌رفته‌است و آثار برجا مانده در این مسیر، از نشانه‌های وجود فرهنگ و تمدن پیش از اسلام در این منطقه است.
هرچند که آثار مکتوبی از گدشته در مورد قدمت منطقه علامرودشت در دست نیست، اما با توجه به وجود آثار تاریخی در پیرامون شهر علامرودشت می‌توان گفت که قدمت این سکونت‌گاه به پیش از اسلام بر می‌گردد. وجود خرابه‌های منازل زرتشتیان در قسمت غربی سبزپوشان علامرودشت معروف به تل گوری، به جا ماندن ویرانه‌های تل علامرودشت و تل جت مربوط به زمان گبرها و کشف سرستون‌ها و پای‌های عمارتی بزرگ و سنگی در شمال غربی علامرودشت که به شکل سرستون‌های تخت جمشید است، خود از قدمت دیرین علامرودشت حکایت دارد.
قدیم‌ترین مأخدی که به اختصار از علامرودشت سخن گفته، کتابی است از حقایق نگار خورموجی (۱۲۲۵–۱۳۰۱ق /۱۸۱۰–۱۸۸۴م) که نزدیک به ۱۵۰ سال پیش نگاشته شده‌است. خورموجی در مورد علامرودشت چنین نوشته‌است: «بلوک اسیر و علامرودشت: این بلوک گرمسیر، مردمش فقیر، از سمت جنوبی شیراز مسافت ۴۶ فرسخ (حدود ۲۵۰ کیلومتری راه آن روز شیراز به علامرودشت). حاصل این بلوک: خرما و غله و تنباکو، و شکار این جلگه از وحوش آهو، آبش از باران، و اطواء هر قریه، مشتمل بر سی خانوار الی ۲۵۰ خانوار». پس از وی میرزا حسن حسینی فسائی، در چندین جای فارسنامه ناصری دربارهٔ علامرودشت مطالبی نوشته‌است که به این شرح است: «بلوک علامرودشت، از گرمسیرات فارس جنوبی شیراز است و درازی آن از قریه خلیلی تا کهنوی علیا، هفت فرسخ، پهنای آن از خشتی تا کلائی، یک فرسخ و نیم، محدود از جانب مشرق به نواحی لارستان، و از شمال به بلوک خنج و از مغرب به بلوک اسیر، و از جنوب به نواحی بلوک گله‌دار. محصولش گندم و جو دیمی و تنباکو که از آب چاه به‌عمل آوردند. در زمان سابق، بلوکی آباد و معمور بود و نخلستان‌های دیمی فراوان داشت و هر درخت نخلی بیفتاد، به جایش نخلی نکاشتند. در اوایل دولت قاجاریه (دامت شوکتها) علیرضاخان علامرودشتی، ضابط و حاکم این بلوک بود و اکنون کسی از او باقی نیست و کلانتر این بلوک حاجی حسین است و قصبه بلوک را سبزپوشان گویند. ۵۲ فرسخ از شیراز دور افتاده و دویست درب خانه از خشت و گل و چوب دارد و این بلوک را شانزده قریه آباد باشد.».
هسته اولیه شهر علامرودشت مربوط به دو قلعه قدیمی به نام قلعه علامرودشت و قلعه جت و چند قلعه دیگر بوده‌است. پس از اقامت مردم آنجا به خارج از قلعه‌ها و منازل مستقل از یکدیگر گسترش یافته و به تدریج روستای قدیمی علامرودشت و روستای چاه‌عینی در اطراف این قلعه‌ها شکل گرفته‌است. البته تاریخ این تغییر مکان به روشنی مشخص نیست هرچند سال‌ها این تغییر و تحول به طول انجامیده تا به شکل کنونی درآمده است.
با شروع اصلاحات ارضی و ورود تکنولوژی جدید آبیاری، به‌تدریج حرکت‌های جمعیتی موجب توسعه تدریجی روستاها شد؛ لذا مرحله دوم توسعه روستا مربوط به بعد از سال ۱۳۴۰ می‌شود که بر اساس نرخ رشد طبیعی جمعیت در اطراف قلعه‌ها دو روستای چاه‌عینی و علامرودشت رشد و رونق بیشتری یافته و تقریباً از حدود ۴۰ سال پیش به این سو تعدادی از منارل مسکونی در حدفاصل چاه‌عینی و علامرودشت در سمت غربی ورودی علامرودشت به خنج ساخته شده و این توسعه تا سال ۱۳۵۸ بیشتر و بیشتر شده‌است به طوری که دو روستای چاه‌عینی و علامرودشت به هم متصل شده‌است.
بعد از پیروزی انقلاب اسلامی، در سال ۱۳۶۵ جهاد سازندگی اقدام به تهیه طرح هادی روستا می‌نماید و روستا در این مقطع معادل کل سطح روستا تا سال ۱۳۵۸ توسعه می‌یابد، یعنی تا سال ۱۳۷۰ وسعت روستا بیش از دو برابر می‌شود. در سال‌های دهه ۷۰ شمسی، بنیاد مسکن انقلاب اسلامی مقدار زیادی از اراضی منابع ملی واقع در طرح هادی با وسعت بیش از ۶۰ هکتار را تفکیک و به افراد واگذار نموده‌است، به همین دلیل در دهه ۷۰ باز هم وسعت شهر حدود دو برابر افزایش می‌یابد. در حالی که وسعت هسته روستا تا سال ۱۳۴۰ حدود ۵٫۱ هکتار بوده‌است، بعد از دهه ۴۰ به ۲۵ هکتار افزایش یافته و در سال ۱۳۵۸ به ۴۵ هکتار افزایش می‌یابد و در سال ۱۳۷۰ به ۷۵ هکتار رسیده و در نهایت در سال ۱۳۸۰ وسعت شهر بیش از ۱۹۷ هکتار بوده‌است.
در سال ۱۳۷۵ با مصوبه هیئت وزیران مرکز بخش علامرودشت به شهر تبدیل گردید و نام مرکز این بخش از چاه‌عینی به علامرودشت تغییر یافت. شهرداری علامرودشت که مقدمات اولیه تأسیس آن پس از این سال آغاز شده بود، در خرداد ۱۳۷۷، رسماً افتتاح شد.

## آب و هوا
علامرودشت از نظر هواشناسی جزء رژیم رطوبتی خشک و رژیم حرارتی حرارتی گرم طبقه‌بندی شده‌است. از ویژگی‌های اقلیمی این منطقه، بارندگی سالیانه اندک همراه با توزیع و پراکنش نامنظم در طول سال و تفاوت زیاد مقدار باران هر سال نسبت به سال دیگر، درجه حرارت بالای سالانه، تغییرات زیاد درجه حرارت روزانه، ماهانه و سالانه و همچنین بالابودن پتانسیل تبخیر و تعرق است. در منطقه علامرودشت دو فصل زمستان کوتاه و تابستان طولانی حاکم است. فصل زمستان در این منطقه از اواسط آذر تا اواسط اسفند است. منطقه علامرودشت بیشترین مقدار بارش سالانه را در همین فاصله زمانی (ماه‌های سرد سال) دریافت می‌کند. میانگین بارندگی سالیانه معادل ۲۶۱ میلی‌متر و میانگین درجه حرارت سالانه ۲۵ درجه سانتی گراد می‌باشد.
|                  | ژانویه | فوریه | مارس  | آوریل | مه    | ژوئن | ژوئیه | اوت  | سپتامبر | اکتبر | نوامبر | دسامبر |   |       |
| دمای بیشینه (°C) | ۲۱     | ۲۲    | ۲۶    | ۳۱٫۸  | ۳۸٫۹۸ | ۴۴   | ۴۵    | ۴۴   | ۴۱٫۹    | ۳۸    | ۳۱     | ۲۴     | Ø | ۳۴    |
| دمای کمینه (°C)  | ۷      | ۸٫۱   | ۱۱    | ۱۴٫۰۹ | ۲۰٫۳۸ | ۲۳   | ۲۶    | ۲۶   | ۲۳٫۳    | ۱۹    | ۱۴     | ۹      | Ø | ۱۶٫۷  |
|                  |        |       |       |       |       |      |       |      |         |       |        |        |   |       |
| بارش (mm)        | ۶۷٫۳   | ۴۸٫۶۱ | ۳۲٫۳۴ | ۱۷٫۹۶ | ۲٫۱۵  | ۱٫۳۷ | ۲٫۰۲  | ۹٫۱۲ | ۵٫۷۰    | ۰٫۷۰  | ۵٫۴۲   | ۷۰٫۶۱  | Σ | ۲۶۳٫۳ |
|                  |        |       |       |       |       |      |       |      |         |       |        |        |   |       |
| روزهای بارانی    | ۵      | ۵     | ۵     | ۴     | ۱     | ۰    | ۰     | ۱    | ۱       | ۱     | ۲      | ۵      | Σ | ۳۰    |
|                  |        |       |       |       |       |      |       |      |         |       |        |        |   |       |
| رطوبت (٪)        | ۶۲     | ۶۰    | ۵۱    | ۴۲    | ۲۸    | ۲۲   | ۲۹    | ۳۶   | ۳۸      | ۳۸    | ۴۵     | ۵۷     | Ø | ۴۲٫۳  |

| ۷ |

| ۸٫۱ |

| ۱۱ |

| ۱۴٫۰۹ |

| ۲۰٫۳۸ |

| ۲۳ |

| ۲۶ |

| ۲۶ |

| ۲۳٫۳ |

| ۱۹ |

| ۱۴ |

| ۹ |

| ۷ |

| ۸٫۱ |

| ۱۱ |

| ۱۴٫۰۹ |

| ۲۰٫۳۸ |

| ۲۳ |

| ۲۶ |

| ۲۶ |

| ۲۳٫۳ |

| ۱۹ |

| ۱۴ |

| ۹ |

| بارش | ۶۷٫۳   | ۴۸٫۶۱ | ۳۲٫۳۴ | ۱۷٫۹۶ | ۲٫۱۵ | ۱٫۳۷ | ۲٫۰۲  | ۹٫۱۲ | ۵٫۷۰    | ۰٫۷۰  | ۵٫۴۲   | ۷۰٫۶۱  |
|      | ژانویه | فوریه | مارس  | آوریل | مه   | ژوئن | ژوئیه | اوت  | سپتامبر | اکتبر | نوامبر | دسامبر |

## نگارخانه

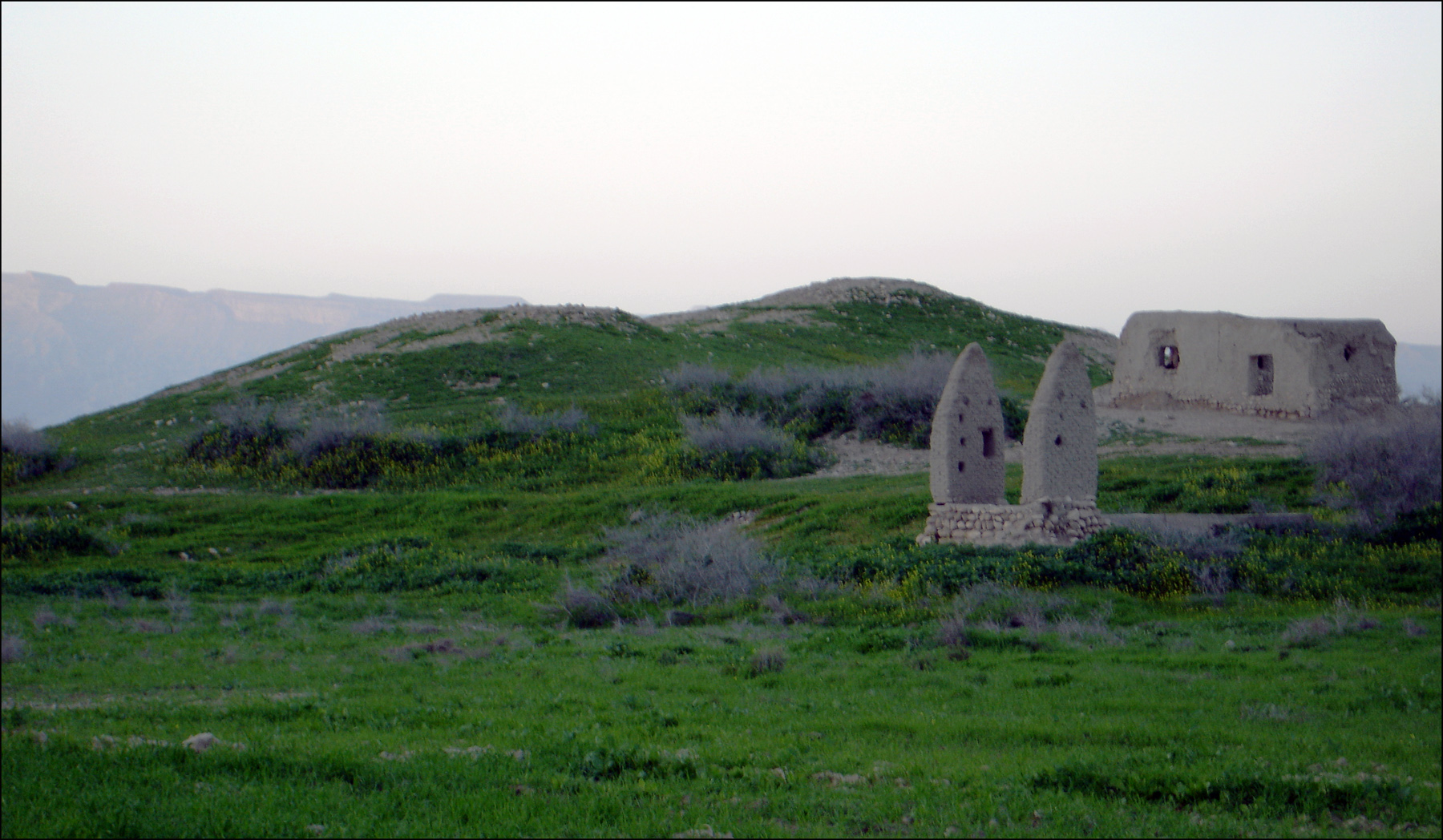
تل باستانی جت، شمال‌غرب شهر علامرودشت
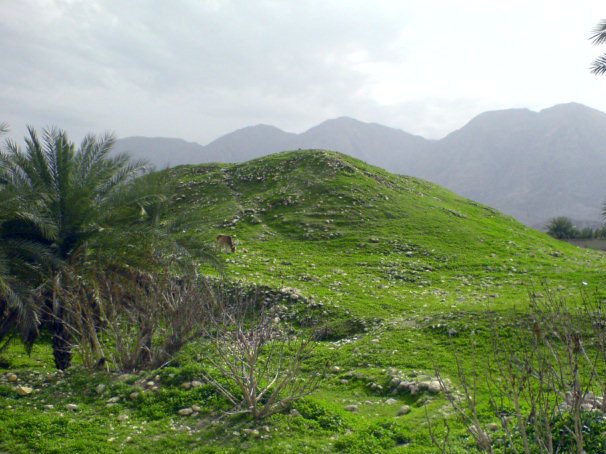
تل باستانی علامرودشت، علامرودشت
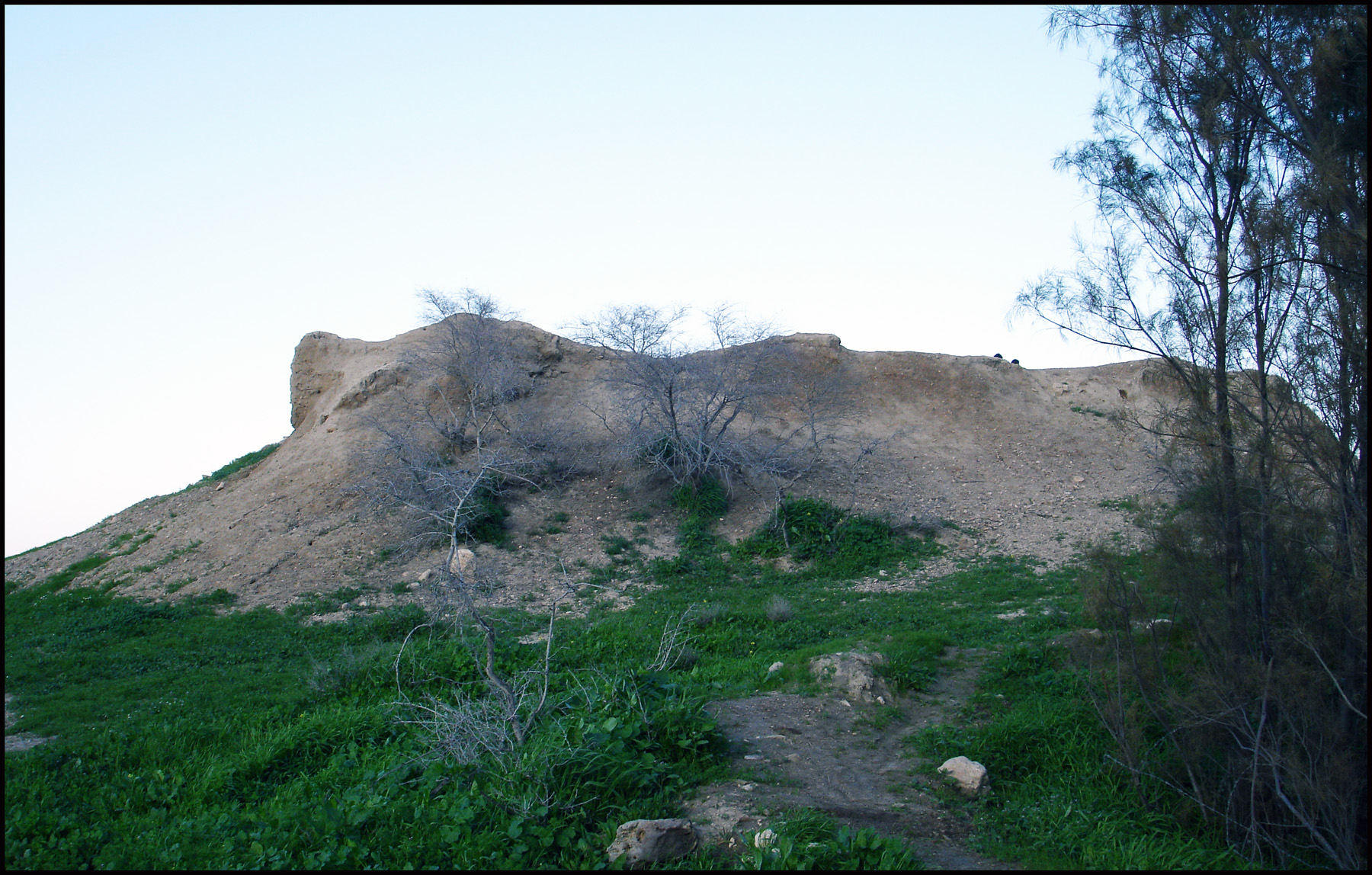
تل باستانی بهرویه، شمال‌شرق شهر علامرودشت
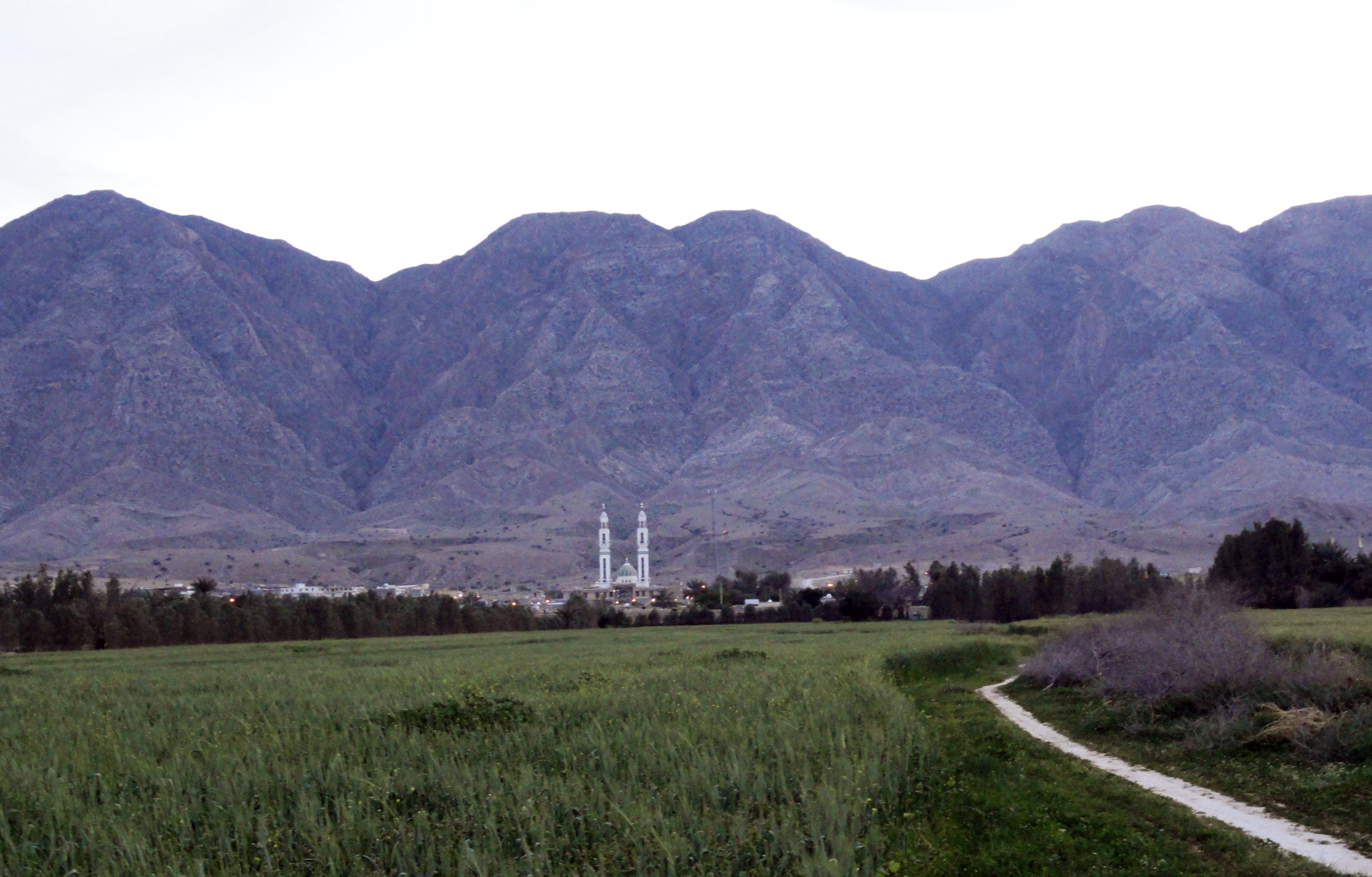
کوه نر، جنوب شهر علامرودشت
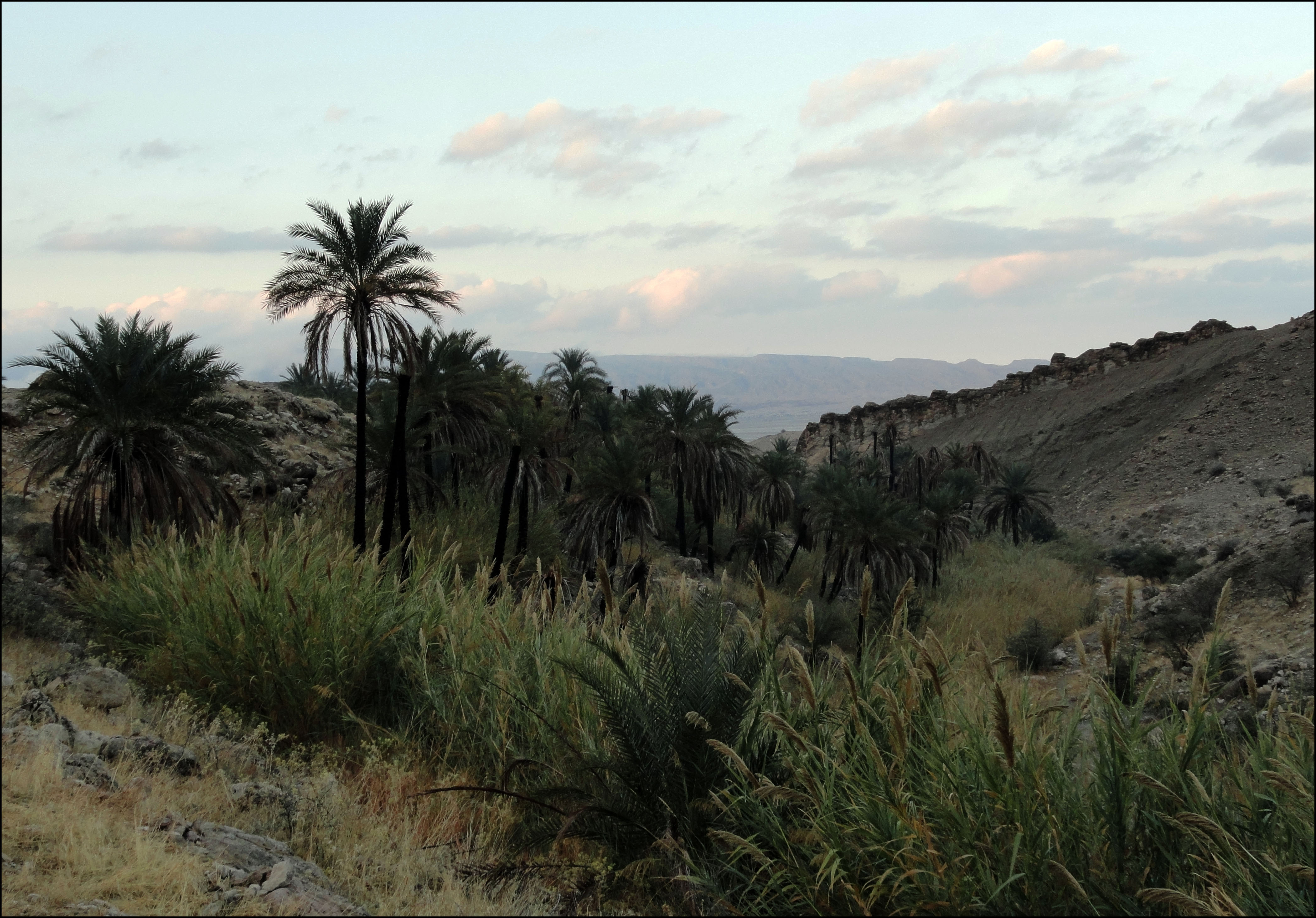
نخلستان خفرویه، جنوب‌غرب شهر علامرودشت
- ویدیوکلیپ طبیعت علامرودشت